# 董翠娜
董翠娜（1962年—），山东烟台人，汉族，中华人民共和国政治人物、第十一届全国人民代表大会山东地区代表。
毕业于山东省烟台艺术学校京剧表演专业。加入九三学社。担任烟台京剧院院长。2008年起担任全国人大代表。